# آب‌سنگ جانستون
آب‌سنگ جانستون (Johnston Atoll) یا دشت جانستون (در اختیار  ایالات متحده آمریکا) آب‌سنگی با مساحت ۲٫۷ کیلومتر مربع در اقیانوس آرام شمالی واقع شده‌است و حدود ۱۴۰۰ کیلومتر از هاوایی فاصله دارد. هیچ انسانی در این آب‌سنگ زندگی نمی‌کند و تنها بر روی آب‌سنگ یک باند فرود هواپیما تعبیه شده تا در مواقع اضطراری از آن استفاده شود.

## تاریخچه
نام فارسی آن برگرفته از انگلیسی است. که به آن دشت جانستون نیز گفته می‌شود.
نام آن از نام دریادار چارلز جی. جانستون (به انگلیسی: Charles J. Johnston)، افسر فرمانده کشتی (به انگلیسی: Cornwallis)، که آن را در ۱۸۰۷ کشف کرد برگرفته شده‌است. در حال حاضر مالکیت آن در اختیار ایالات متحده آمریکا می‌باشد.

## مساحت
این آب‌سنگ با مساحت ۲٫۷ کیلومتر مربع در اقیانوس آرام شمالی واقع شده‌است و حدود ۱۴۰۰ کیلومتر از هاوایی فاصله دارد.

## کاربرد جزیره
هیچ انسانی در این آب‌سنگ زندگی نمی‌کند و تنها بر روی آب‌سنگ یک باند فرود هواپیما تعبیه شده تا در مواقع اضطراری از آن استفاده شود. در دهه ۱۹۹۰ میلادی این آب سنگ محل معدوم کردن موشک‌های ام۵۵ ارتش ایالات متحده بوده‌است. این موشک‌ها نوعی سلاح شیمیایی بسیار خطرناک محسوب می‌شوند.

## نگارخانه

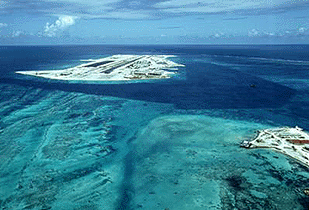
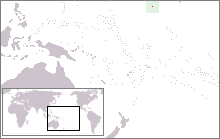
گسترش جزیره جانستون